# Houghton (Nowy Jork)
Houghton – jednostka osadnicza w Stanach Zjednoczonych, w stanie Nowy Jork, w hrabstwie Allegany.